# تیم ملی والیبال مردان بحرین
تیم ملی والیبال مردان بحرین نماینده بحرین در مسابقات بین‌المللی والیبال و مسابقات دوستانه است. این تیم در حال حاضر در رتبه ۱۳۱ جهان قرار دارد.

## سازنده کیت
جدول زیر سابقه ارائه کننده کیت برای تیم ملی والیبال بحرین را نشان می‌دهد.
| دوره | سازنده کیت |
| ---- | ---------- |
|      | ماکرون     |